# Acquavivové

Erb Acquavivů

Acquavové (italsky Acquaviva, od roku 1481 Acquaviva d'Aragona) byl rod vysoké italské šlechty. Měli tituly vévodů z Atri, vévodů z Nardò, hrabat a později vévodů z Caserty a hrabat z Conversana. Nejstarší známý předek byl Rinaldo di Acquaviva uváděný k roku 1195 v Atri. Později patřili k takzvaným sedmi velkým domům neapolského království (Acquavivové, Celanové, Evoliové, Marzanové, Moliseové, Ruffové a Sanseverinové). K známým členům rodu patří generál jezuitů Claudio Acquaviva, jeho synovec, misionář bl. Rodolfo Acquaviva, neapolský arcibiskup kardinál Ottavio Acquaviva d’Aragona a sabinský biskup kardinál Francesco Acquaviva.